# Andrew Holleran

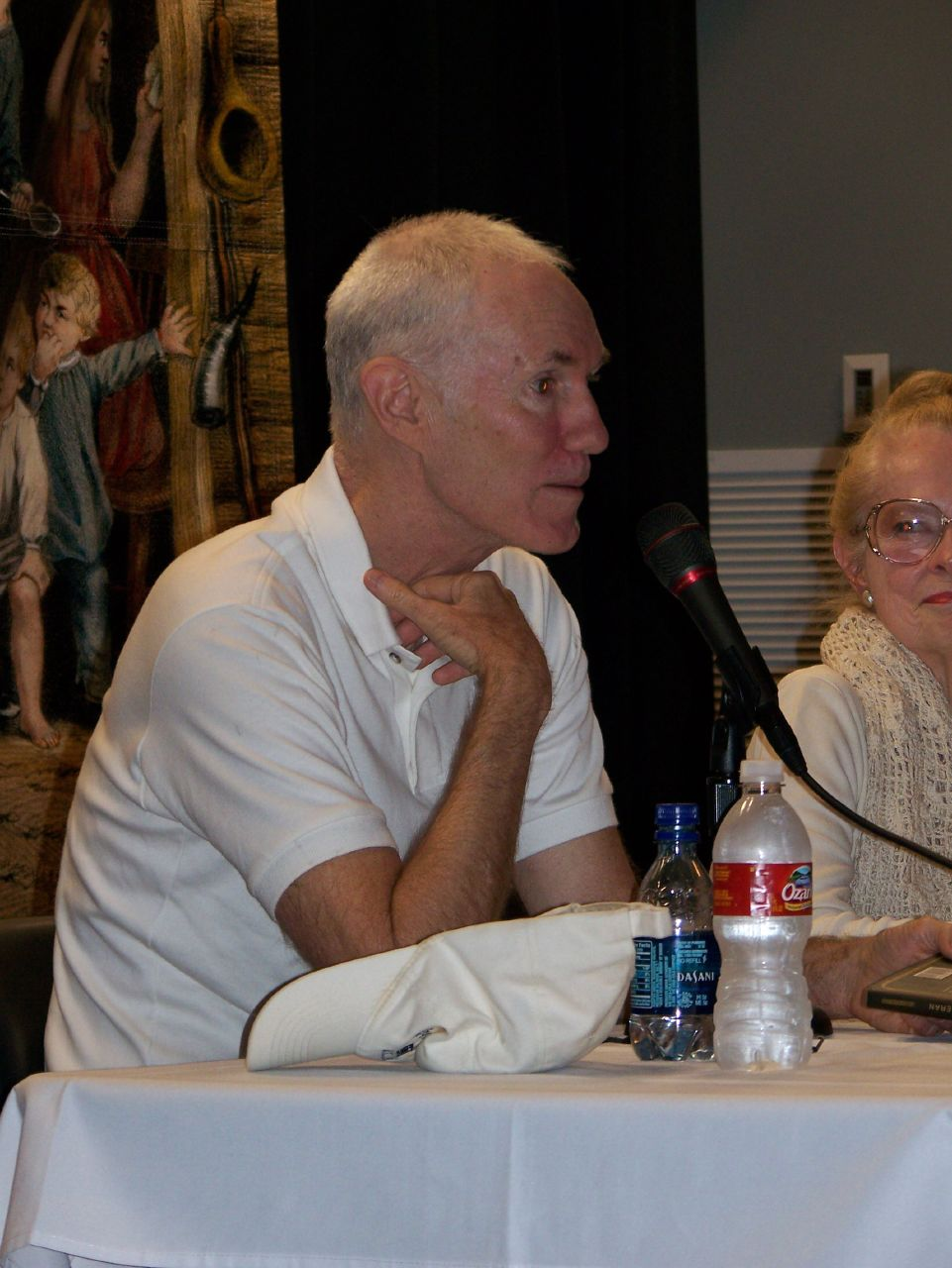
Andrew Holleran na edição de 2007 do Festival Literário do Arkansas

Andrew Holleran é o pseudónimo de Eric Garber (nascido em 1944), um escritor e ensaísta norte-americano, mais conhecido pela sua novela Dancer from the Dance, publicada em inglês em 1978.
Holleran é um proeminente romancista da literatura gay pós-Stonewall. Foi membro do The Violet Quill, um grupo de escritores gay que se juntou por um breve período nos anos 1980-81, e que contava com Edmund White e Felice Picano, entre outros.
Dancer from the Dance, o seu primeiro romance, foi publicado em 1978. A história passa-se nas discotecas de Nova Iorque e Fire Island, embora seja esta última que, sendo ilha, proporciona o cenário principal, pelo seu maior isolamento, para o desenrolar da novela. Dancer partilha muitos dos locais e temas do romance satírico, mais ácido, de Larry Kramer, Faggots, publicada no mesmo ano. Os dois romances possibilitam uma comparação fascinante: enquanto Holleran é contido, literato, e sonhador, Kramer é satírico, contundente e humorístico. O mais recente romance de Holleran Grief: a Novel recebeu em 2007 o Stonewall Book Award.  
Holleran é professor de escrita criativa na American University em Washington, DC e continua a publicar contos em colectâneas de literatura gaym como M2M: New Literary Fiction, e publica com frequência artigos na The Gay and Lesbian Review

## Obra
- Dancer from the Dance (1978)
- Nights in Aruba (1983)
- Ground Zero, ensaio (1988)
- The Beauty of Men (1996)
- In September, The Light Changes, conto (1999)
- Grief, a Novel (2006)